# Picadillo

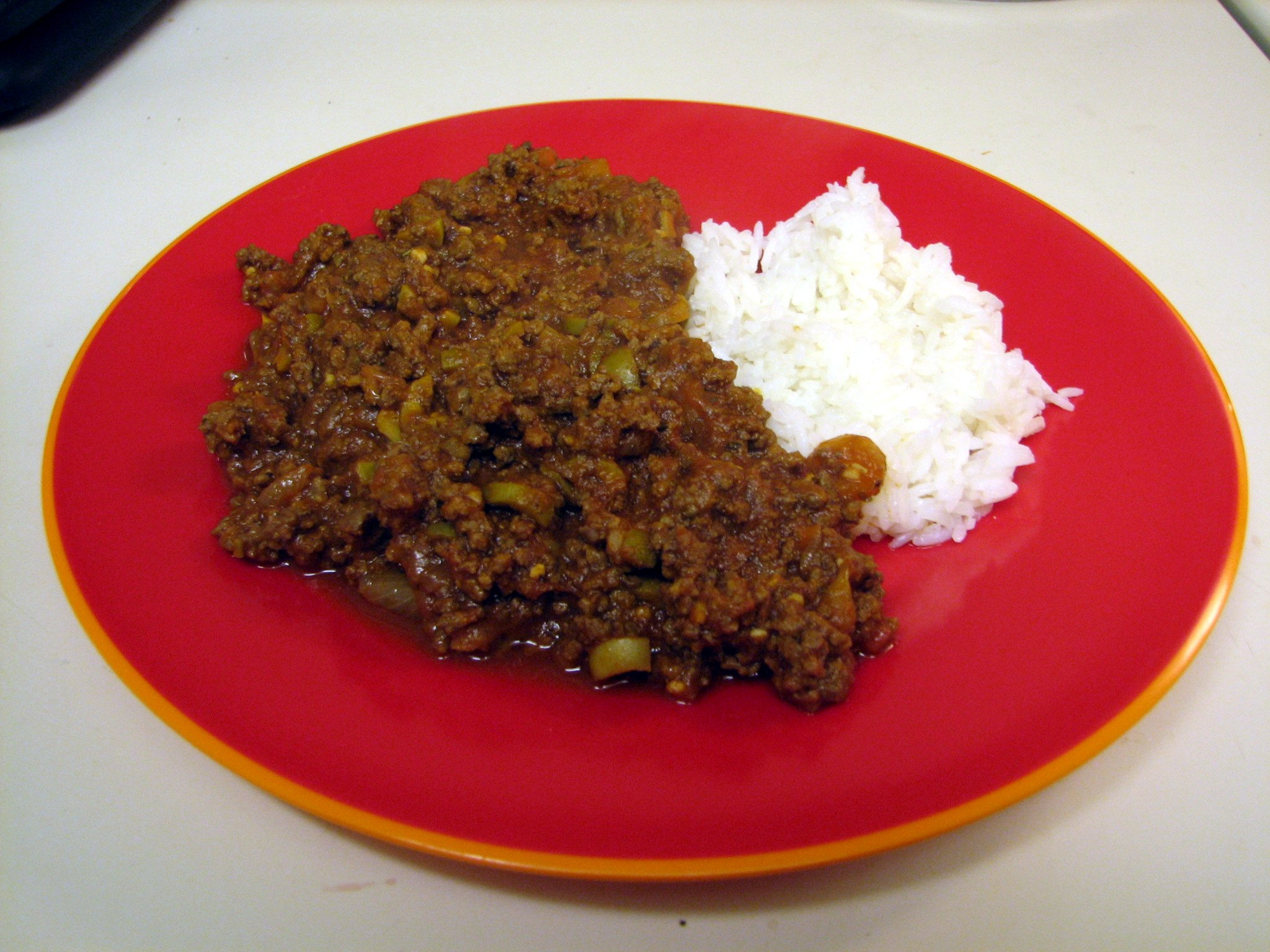
Picadillo geserveerd met rijst

Picadillo is een gerecht uit de Latijns-Amerikaanse en Filipijnse keuken. In de Filipijnen wordt het gerecht giniling genoemd. Het wordt gemaakt van gehakt en gesneden tomaten of tomatensaus. Het wordt vaak geserveerd met rijst, taco's, aardappelen of zelfs kroketten.
Verder worden per regio andere ingrediënten toegevoegd, zoals olijven, gekookte eieren, Chayoten, bouillon, oregano, komijn of piment. Op Puerto Rico wordt een variant gegeten met rumrozijnen.